# コブラー
コブラー（英語: cobbler）は、主にイギリスやアメリカ合衆国で食べられている焼き菓子で、様々な種類がある。果物や塩味のフィリングを大きな焼き皿に敷き、液状の生地をかけたりビスケットやダンプリングで覆ってからオーブンで焼く。レシピによっては上下から厚いパイ生地で挟んだ深皿パイに近く、特にアメリカ南部ではこのタイプが多い。

## 起源
コブラーは英領北米植民地が起源である。イングランド人の入植者は、適切な食材や調理器具がなかったため、伝統的なスエットプディングを作ることができなかった。そこで代わりの方法として、味をつけていないビスケットやダンプリングの生地を丸め、煮込んだフィリングの上に隙間なく並べて焼いた。コブラーという名前は1859年から記録に見受けられる。その起源は不明だが、「木のボウル」を意味する古風な単語"cobeler"に由来する可能性がある。

## バリエーション
以下で述べるクリスプやクランブルは、一般的なコブラーと異なり、一番上の層にオートミールで作られたロールオーツを用いることがある。

### 北アメリカ

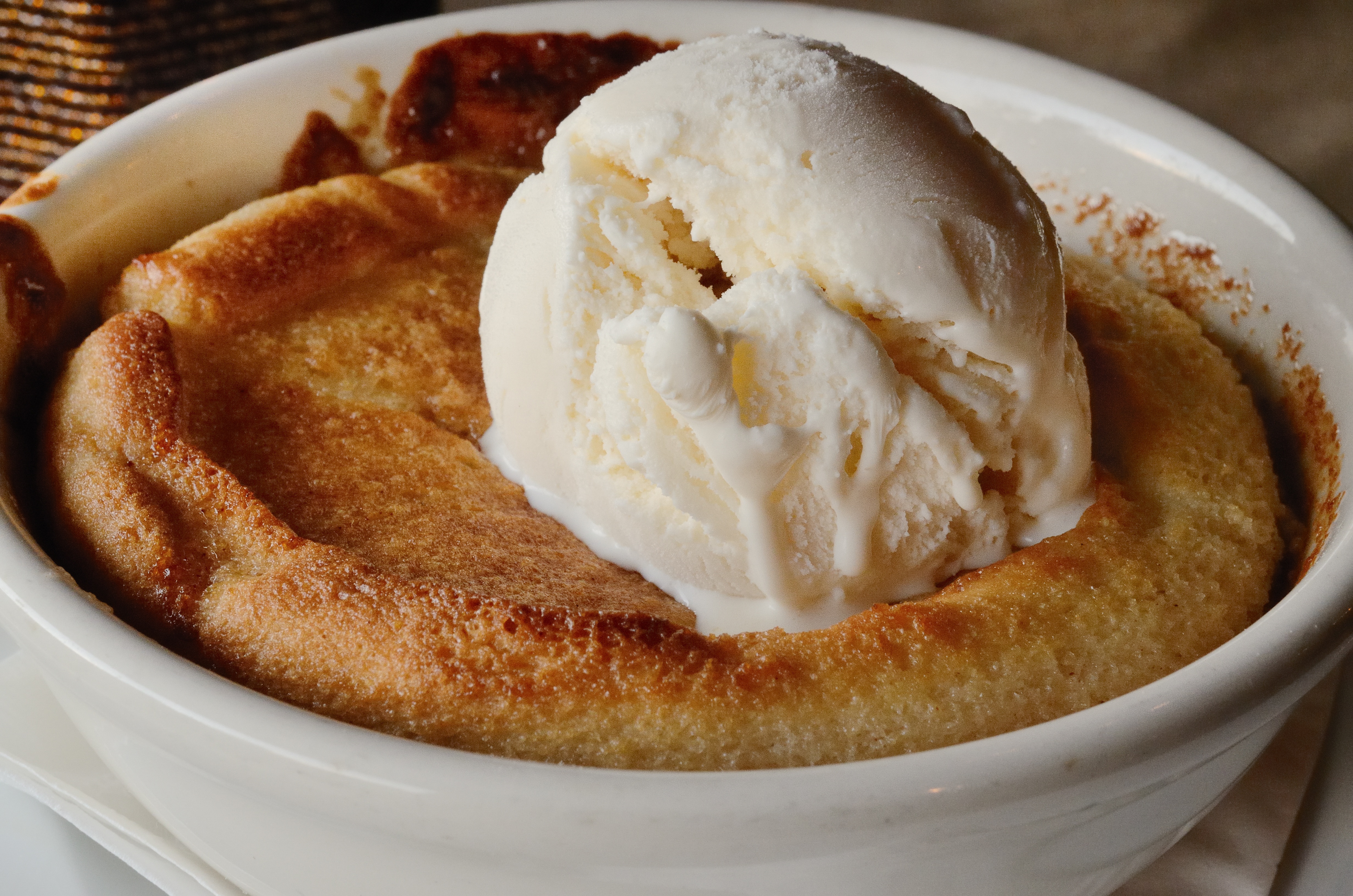
アイスクリームが添えられたピーチコブラー

グランツ、パンダウディ、スランプはカナダの沿海州とニューイングランドで見られるコブラーの派生型である。典型的なレシピでは、フィリングの上に団子状の生地を載せ、コンロにかけた鉄鍋やフライパンで焼く。伝えられるところによれば、これらの名は火にかけている間のブツブツいう音（英語でこれをgruntと呼ぶ）から取られている。ここで使われるようなビスケットやダンプリングはドウボーイとも呼ばれる。ドウボーイはシチューでもコブラーと同じように用いられる。
アメリカ合衆国で食べられているコブラーのバリエーションには、このほかにもアップル・パンダウディ（アップルコブラーの皮を崩したもの。皮をフィリングと混ぜ合わせることもある）、ベティ、バックル（イエローケーキ生地に具材を混ぜ込んだもの）、ダンプ（またはダンプケーキ）、グランプ、スランプ、ソンカーなどがある。ソンカーはノースカロライナ州特有のもので、アメリカ式のコブラーを深皿で焼いて作ったものである。
ディープサウスではフィリングとして果物1種類だけを用いたコブラーが最も一般的で、その果物の名を取ってブラックベリーコブラー、ブルーベリーコブラー、ピーチコブラーのように呼ばれる。ディープサウスの伝統では、フルーツコブラーにバニラ・アイスクリームをトッピングすることもある。この地域では塩味のコブラーはそれほど一般的ではないが、例としてはトマトコブラーがある。これはサザントマトパイに似たもので、タマネギなどを具材としており、上に載せるビスケット生地にはチーズやコーンミールを入れることがある。

#### ベティ
ベティ、またはブラウンベティとして知られるコブラーの一種はアメリカ植民時代にまで遡ることができる。1864年の『イエール・ライブラリー・マガジン』では"brown Betty"として紹介されており、「ブラウン」が小文字で始まっていることから「ベティ」が正式な料理名だと考えられる。しかし、1890年に出版されたレシピでは「ブラウン」も大文字で始まっているため「ブラウンベティ」が正式名とされる。
ブラウンベティはパン粉（またはパン片や砕いたグラハム・クラッカー）と果物（さいの目に切ったリンゴが一般的）の層を交互に重ね、蓋をしてオーブンで焼いたものである。食感はブレッドプディングに近い。
アメリカ中西部では、アップル・ベティまたはストロベリー・ベティは、しばしばアップル・クリスプと同義語である。

### イギリスとコモンウェルス諸国
イギリスとコモンウェルス諸国では、スコーンを載せたコブラーが優勢であり、甘いものも塩味のものも見受けられる。甘いフィリングとしてはリンゴ、ブラックベリー、ピーチなどが一般的である。塩味のコブラーは、牛肉、子羊、羊肉などのフィリングをキャセロールに入れ、スコーン生地の団子を載せて作る。団子を全面に敷き詰めるのではなく、肉に火が通りやすいように器のへりに沿って並べるだけの場合もある。塩味のコブラーにはチーズやハーブのスコーンを載せることもある。
コブラーとクランブルは腹持ちがよいにもかかわらず、伝統的なペストリーほどバターを必要とせず、マーガリンで作ることもできるため、第二次世界大戦中に食糧省によって奨励された。